# Nick Travis
Pour les articles homonymes, voir Travis.
Nick Travis, de son vrai nom Nicholas Anthony Travascio, né le 16 novembre 1925 à Philadelphie en Pennsylvanie et mort à New York le 7 octobre 1964, est un trompettiste de jazz américain.

## Biographie
Entre 1942 et 1944, Nick Travis joue dans les groupes et les big bands de Vido Musso et de Woody Herman. Après la guerre, et le service militaire, on le retrouve chez Gene Krupa, Tex Beneke, Jimmy Dorsey ou à nouveau Woody Herman. Il est un des principaux solistes du Finnegan-Sauter Orchestra.
À partir des années 1950, Il joue également dans des formations de jazz moderne, tels que celles de Thelonious Monk et de Gerry Mulligan et enregistre avec Al Cohn, Zoot Sims, Bob Brookmeyer, Manny Albam. Il est actif comme musicien de studio pour NBC. En 1954, il enregistre pour RCA son seul album comme leader d'un quintet qui comprend Al Cohn, Johnny Williams, Teddy Kotick et Art Mardigan.
Nick Travis meurt d'ulcères en 1964, à l'âge de 38 ans.

## Discographie partielle

### Comme leader
- 1954 : The Panic Is On, RCA Victor Records LJM-1010

### Comme sideman
- 1956 : Hal Schaefer : Hal Schaefer, The RCA Victor Jazz Workshop, RCA Victor Records LPM-1199
- 1957 :  Max Bennett : Max Bennett, Bethlehem Records BCP-48

## Sources
- Courte biographie sur le site Allmusic.com
- Jordi Pujol, Liner notes de The Panic Is On, réédition Fresh Sound Records 1984